# Мартинсикуро
Мартинсикуро (на италиански: Martinsicuro) е град и община в североизточната част на Южна Италия.

## География
Град Мартинсикуро се намира в област (регион) Абруцо на провинция Терамо. Разположен е на западния бряг на Адриатическо море. В северната част на града се намира устието на река Тронто. На около 30 km южно от града се намира провинциалния център Терамо. Съседният голям град на север по крайбрежието на около 10 km е Сан Бенедето дел Тронто, а на юг също по крайбрежието на около 20 km е град Джулианова. Има жп гара по крайбрежната линия, която свързва Северна с Южна Италия. Население 17 112 жители от преброяването към 31 декември 2009 г.

## Архитектура
Сред архитектурните забележителности на града е кулата Торе ди Карло V, построена през 1547 г.

## Икономика
Мартинсикуро е морски курорт. Известен е също и с производството на вино.

## Побратимени градове
- Мако, Унгария
- Пуерто де ла Крус, Испания
- Смолян, България